# Francesco Plodari
Francesco Plodari (Magenta, 1887 – Milano, 15 giugno 1970) è stato un imprenditore e ciclista su strada italiano. Noto per aver fondato la prima azienda italiana specializzata nella produzione di serrature.

## Biografia
Francesco Plodari del Club Minerva di Milano nel 1910 fu detentore del record su i 50 (1,28'30'') e 100 (3,06'54'') chilometri migliorando il precedente record di Luigi Ganna.
Francesco Plodari si distinse per il suo spirito imprenditoriale. Fondò nel 1920 la Plodari Serrature, considerata la prima impresa in Italia interamente dedicata alla progettazione e produzione di sistemi di chiusura meccanici. L’azienda si affermò per l’elevata qualità artigianale e l’innovazione tecnica, contribuendo allo sviluppo del settore manifatturiero lombardo.
Parallelamente alla sua attività industriale, Plodari si dedicò al miglioramento della vita sociale della sua città natale. In memoria della figlia Augusta, finanziò la costruzione della casa di riposo Augusta Plodari, che divenne un punto di riferimento per l’assistenza agli anziani nella comunità. Fu insignito del titolo di Commendatore della Repubblica Italiana per i suoi meriti industriali e filantropici.
Plodari si interessò al panorama calcistico italiano. Fu presidente dell’Associazione Calcio Magenta, contribuendo alla promozione della squadra in Serie B nella stagione 1947-1948. Successivamente, fu anche presidente del Novara Calcio, guidando la squadra durante le stagioni di Serie B tra il 1957 e il 1958. Manterrà la presidenza del Novara fino alla stagione 1969-70. In suo onore, lo stadio comunale di Magenta è stato intitolato Stadio Comunale Commendator Francesco Plodari.

### Villa Ci
Nel 1939, Plodari commissionò agli amici architetti Gio Ponti e Pier Giulio Magistretti la costruzione di Villa Ci a Milano, situata in via Marco De Marchi 3. L’edificio fu progettato  e curato in ogni dettaglio, dalle scale alle maniglie. La villa, esempio significativo dell’architettura razionalista milanese, è stata venduta nel 2025 per 50 milioni di euro.

### Eredità
L’azienda fondata da Plodari ha avuto una continuità internazionale. Un ramo produttivo della famiglia si trasferì in Argentina, dando origine all’attuale Cerraduras Prive, con sede a Ituzaingó, nella provincia di Buenos Aires.